# مسك (ممثلة)
مسك (12 مارس 1988  -)، ممثلة ومغنية كويتية. هي ضمن «فرقة مسك» التي تضمها مع أختها شوق وابنه خالتها شهد.

## عن حياتها
عاشت في المملكة المتحدة بسبب عمل والداها هناك. وفي عام 2004 أسست «فرقة مسك» مع أختها شوق وابنه خالتها شهد وذلك في لندن. وفي عام 2007 بدأت بالتمثيل عن طريق المشاركة في المسلسلات التلفزيونية كممثلة.

### حياتها الأسرية
تزوجت من مدير الإنتاج علي العلي، وفي نوفمبر 2012 انجبت ابناهم «حسين».

## أعمالها

### في التلفزيون
| سنة الإنتاج | المسلسل                              |
| ----------- | ------------------------------------ |
| 2007        | 4×4                                  |
| 2007        | مذكرات أمونة                         |
| 2007        | عقاب                                 |
| 2007        | أوه يا مال                           |
| 2008        | أبلة نوره                            |
| 2008        | دار الزمن                            |
| 2009        | أيام السراب                          |
| 2009        | هوامير الصحراء الجزء الثاني عام 2010 |
| 2010        | بعدك طيب                             |
| 2010        | تو النهار                            |
| 2010        | كريمو                                |
| 2011        | للحب زمن آخر                         |
| 2011        | متعب القلب                           |
| 2011        | الدخيلة                              |
| 2011        | بنات الثانوية                        |
| 2012        | عشرة عمر                             |
| 2012        | رجال وسط الحريم                      |
| 2012        | درب الوفا                            |
| 2012        | حلفت عمري                            |

### في المسرح
| سنة الإنتاج | المسرحية        |
| ----------- | --------------- |
| 2007        | بنات أول        |
| 2008        | نجوم الفريج     |
| 2009        | الهامورة        |
| 2010        | بنات فاطمة      |
| 2011        | كتاب العجائب    |
| 2012        | زمن لولوة وخزنة |

### في السينما
| سنة الإنتاج | الفيلم    |
| ----------- | --------- |
| 2009        | الدنجوانة |

## روابط خارجية
- مسك على موقع قاعدة بيانات الأفلام العربية